# جاده کینگستون (تورنتو)
جاده کینگستون (انگلیسی: Kingston Road) یک جاده شریانی اصلی در تورنتو و منطقه شهرستان دورام،  انتاریو است.